# 三島村立三島大里学園
三島村立三島大里学園（みしまそんりつみしまおおさとがくえん）は鹿児島県鹿児島郡三島村の西部、黒島にある村立の義務教育学校である。

## 概要
三島村の三島のうちで最も西に位置する黒島の北東部、大里地区にある義務教育学校であり、小中併設校時代では、小学校の児童は9名、中学校の生徒は8名在籍している。また、しおかぜ留学制度があり、島外からの留学生を受け入れている。県内の公立高等学校のうち全日制普通科に設定されている学区の制限を受けない義務教育学校のひとつである。
有吉佐和子の新聞連載小説『私は忘れない』は、大里小中学校が舞台となった。『私は忘れない』は1960年に堀内真直監督によって映画化され、また1969年に新潮文庫から文庫本が刊行された。

## 沿革
- 1884年（明治17年） - 廃仏毀釈によって明治3年に廃寺となった清月寺の元僧侶である日高新左衛門によって私塾として設立される[4]。
- 1930年（昭和5年） - 硫黄島尋常小学校大里分校を設置[5][6]。
- 1941年（昭和16年） - 国民学校令が施行され、硫黄島国民学校大里分教場に改称[6]。
- 1947年（昭和22年） - 硫黄島中学校黒島分校設置[6]。小学校は大里分教場が独立し黒島小学校となり、片泊に分教場を設置する[7]。
- 1949年（昭和24年） - 小学校を黒島小学校から大里小学校に改称[8]。片泊分校が独立し片泊小学校となる[9]。硫黄島中学校が三島中学校に改称し[8]、黒島分校を廃止。大里分校が新たに設置される[10]。
- 1952年（昭和27年）2月10日 - トカラ列島の本土復帰に伴い、十島村（じっとうそん）の境界を北緯30度線（口之島を除く）以北に変更し、同時に村名を改称し三島村となる[11][12]。
- 1956年（昭和31年） - 中学校が硫黄島中学校より独立し、大里小中学校となる[13]。
- 2020年（令和2年）4月1日 - 三島村立大里小中学校を廃止し、義務教育学校への移行に伴って三島村立三島大里学園を設置[14]。